# ネイピア数

関数 の における微分係数が 1（赤線）になるのは （青線）のときである（破線は のとき）。

ネイピア数（ネイピアすう、英: Napier's constant）は、数学定数の一つであり、自然対数の底である。ネーピア数、ネピア数とも表記する。記号として通常は e が用いられる。その値は

e = 2.71828 18284 59045 23536 02874 71352 …
と続く超越数である。ネピアの定数とも呼ばれる。欧米では一般にオイラー数 (Euler's number) と呼ばれる(オイラーの定数 γ やオイラー数列とは異なる。)。また、ネイピア数の e は、18世紀の数学者オイラー（Euler）のeの略といわれる。オイラーにちなんで名づけられた物事の一覧#オイラー数も参照。
なお、コンピュータにおける指数表記では、e または E がネイピア数ではなく、常用対数の底である10を示すので注意が必要である。ネイピア数は微分積分学に度々登場するため、解析学において重要な数とされる。

## 歴史
ネイピア数の近似値と言えるものが記された最も古い文献は、1618年、ジョン・ネイピアによって発表された対数の研究の付録に収録されていた表である。その表自体はウィリアム・アウトレッドによって書かれたとされている。
厳密にネイピア数そのものを見い出したのはヤコブ・ベルヌーイと言われており、複利の計算で
{\displaystyle \lim _{n\to \infty }\left(1+{\frac {1}{n}}\right)^{n}}
を求めようとした。これは e に等しくなる。
この数に初めて定数記号を割り当てたのはゴットフリート・ライプニッツだとされている。1690年と1691年のクリスティアーン・ホイヘンス宛ての手紙の中で、記号 b を用いた。レオンハルト・オイラーは、1727年からこの数を表すのに記号 e を使い始め、オイラーによる1736年の『力学』がネイピア数を e で表した最初の出版物となった。その後しばらくは c によってこの数を表す流儀もあったが、やがて e が標準的な記号として受け入れられるようになった。
オイラーは、指数関数 ax が
{\displaystyle {\frac {d}{dx}}a^{x}=a^{x}}
を満たすとき a = e であることを示した。
さらに積分
{\displaystyle \int _{1}^{x}{\frac {dt}{t}}}
が対数の性質を持ち、対数として見た時の底が e でもあることを示した。この対数を自然対数という。

## 定義

ln e = 1

オイラーによる定義
e は
{\displaystyle {\frac {d}{dx}}\,a^{x}=\lim _{h\rightarrow 0}{\frac {a^{x+h}-a^{x}}{h}}=a^{x}\lim _{h\rightarrow 0}{\frac {a^{h}-1}{h}}=a^{x}}
を満たすような実数 a、つまり
{\displaystyle \lim _{h\rightarrow 0}{\frac {e^{h}-1}{h}}=1}
をネイピア数の定義とした。
収束数列による定義
以下の式の右辺は、ヤコブ・ベルヌーイによって、利子の連続複利の計算との関連で言及されたものである。
{\displaystyle e=\lim _{n\to +\infty }\left(1+{\frac {1}{n}}\right)^{n}}
元金1を年利1、付利期間を 1/n 年で1年預金すれば、1/n 年ごとに利子 1/n で元利合計が増えていき、1年経つと右辺の式になる。n → ＋∞ とした極限は連続複利の元利合計となる。
オイラーは、導関数が元の関数と等しい指数関数の底が、この式の右辺によって求まることを示した。ここで n は自然数だが、n を実数として変動させた場合も上の式は同じ値に収束する。
微分積分学の基本的な関数を使った定義
{\displaystyle e=\exp 1=\sum _{n=0}^{\infty }{\frac {1}{n!}}}
{\displaystyle \ln e=1}
exp x は指数関数、ln x は自然対数であり、互いに逆関数になっている。指数関数や自然対数をネイピア数 e により定義する場合、これらの式によりネイピア数を定義することは、循環定義となってしまう。そのためにネイピア数 e を用いない指数関数・対数関数の定義として以下のものがある。

### 定義に用いられる諸公式

グラフ y = 1/x の 1 ≤ x ≤ e における領域の面積は 1 になる。

ネイピア数を定義するために用いられる指数関数や対数関数の性質・公式を挙げる。これらの式と e = exp 1 などを組み合わせることによって、ネイピア数が定義できる。
- {\displaystyle \exp x=\sum _{n=0}^{\infty }{\frac {x^{n}}{n!}}}
これは関数 {\displaystyle \exp x=e^{x}} をテイラー展開したものである。
- {\displaystyle {\frac {d}{dx}}y(x)=y(x),\quad y(0)=1}
という常微分方程式の初期値問題の解 y(x) によって exp x = y(x) が定義される。
- {\displaystyle \int _{1}^{x}{\frac {dt}{t}}=\ln x}
- {\displaystyle \left.{\frac {d}{da}}x^{a}\right|_{a=0}=\ln x}

## 性質
n → +∞ とした極限は、
{\displaystyle \lim _{n\to +\infty }\left(1+{\frac {1}{n}}\right)^{n}=e}
一般に、任意の実数 x に対して、
{\displaystyle \lim _{n\to +\infty }\left(1+{\frac {x}{n}}\right)^{n}=e^{x}}
特に、x＝－1 の場合、
{\displaystyle \lim _{n\to +\infty }\left(1-{\frac {1}{n}}\right)^{n}={\frac {1}{e}}}
が成り立つ。
底が e の指数関数 ex の導関数と不定積分は
{\displaystyle {\frac {d}{dx}}e^{x}=e^{x},}
{\displaystyle \int e^{x}\,dx=e^{x}+C}（C は積分定数）
となる。また、底が e の対数関数 loge x（ln x あるいは（紛らわしくない場合）log x と書くことが多い）の導関数は
{\displaystyle {\frac {d}{dx}}\ln x={\frac {1}{x}}}
となる。したがってまた
{\displaystyle \int {\frac {dx}{x}}=\ln x+C}
である。
e は無理数である（ネイピア数の無理性の証明、オイラー、1744年）だけでなく超越数でもある（シャルル・エルミート、1873年）。
指数関数の解析接続によって一般の複素数を指数とした e の冪乗 ez が定義されるが、特に純虚数を指数とする冪はオイラーの公式として知られる関係式
{\displaystyle e^{ix}=\cos x+i\sin x}
を満たす。この式の特別な場合として x = π（π は円周率）を代入して得られるオイラーの等式
{\displaystyle e^{i\pi }+1=0} または {\displaystyle e^{i\pi }=-1}
において前者はネイピアの数を含む5つの基本的な数学定数 e, i, π, 0, 1 の間の、後者は e, i, π, −1 の間の直観的には全く明らかではない関係を記述するものである。
ネイピア数は以下の規則的な連分数展開を持つ：
e = [2; 1, 2, 1, 1, 4, 1, 1, 6, 1, 1, 8, 1, 1, 10, …]
特に 11/4 = 2.75, 19/7 = 2.714…, … などは e の近似値である。

## 表記
ネイピア数 e を立体と斜体とのどちらで表記するかは、国や分野によって異なる。国際標準化機構、日本産業規格、日本物理学会などは、e のような定数は立体で表記することを定めている。
例：{\displaystyle y=\mathrm {e} ^{x},\quad x=\log _{\mathrm {\,e} }y.}
しかし、数学の分野では、斜体の一つであるイタリック体で表記されることが多い。
例：{\displaystyle y=e^{x},\quad x=\log _{\,e}y.}
ただし、フランスでは数学の書籍でも立体での表記が比較的多く見つかる。

## 値
小数点以下1000桁までの値を示す：
e = 2.
7182818284 5904523536 0287471352 6624977572 4709369995 9574966967 6277240766 3035354759 4571382178 5251664274 2746639193 2003059921 8174135966 2904357290 0334295260 5956307381 3232862794 3490763233 8298807531 9525101901 1573834187 9307021540 8914993488 4167509244 7614606680 8226480016 8477411853 7423454424 3710753907 7744992069 5517027618 3860626133 1384583000 7520449338 2656029760 6737113200 7093287091 2744374704 7230696977 2093101416 9283681902 5515108657 4637721112 5238978442 5056953696 7707854499 6996794686 4454905987 9316368892 3009879312 7736178215 4249992295 7635148220 8269895193 6680331825 2886939849 6465105820 9392398294 8879332036 2509443117 3012381970 6841614039 7019837679 3206832823 7646480429 5311802328 7825098194 5581530175 6717361332 0698112509 9618188159 3041690351 5988885193 4580727386 6738589422 8792284998 9208680582 5749279610 4841984443 6346324496 8487560233 6248270419 7862320900 2160990235 3043699418 4914631409 3431738143 6405462531 5209618369 0888707016 7683964243 7814059271 4563549061 3031072085 1038375051 0115747704 1718986106 8739696552 1267154688 9570350354 ...

## 覚え方
ネイピア数と呼ばれる自然対数の底
e = 2.718281828459045…
には以下のような語呂合わせで記憶する方法が知られている。
鮒一鉢二鉢一鉢二鉢至極惜しい
鮒一鉢二鉢一鉢二鉢至極美味しい